# ماچونگ، گوانگدونگ
ماچونگ، گوانگدونگ (به لاتین: Machong) یک شهرک در جمهوری خلق چین است که در دونگوان واقع شده‌است.